# Aegotheles bennettii
Aegotheles bennettii là một loài chim trong họ Aegothelidae.
Loài cú này được tìm thấy ở New Guinea. Loài này ban đầu được cho là cùng loài với loài cú Aegotheles cristatus, cho đến khi loài đó được tìm thấy trong phạm vi của Aegotheles bennettii. Loài này cũng được coi là cùng loài với loài Aegotheles affinis. Có ba phân loài, được đề cử, từ phía đông nam New Guinea, A. b. wiedenfeldi từ phía bắc New Guinea và A. b. Plumifer từ quần đảo Entrecasteaux.
Loài cú này dài 20 đến 23 cm và cân nặng 45-47 g. 
Môi trường sống tự nhiên của nó là rừng nhiệt đới ẩm thấp, hoặc rìa rừng, lên tới 1.100 m (3.600 ft), hoặc 800 m (2.600 ft) cho cuộc đua được đề cử. Một tổ đã được tìm thấy trong một thân cây chết. Trứng có màu trắng và mỗi tổ có hai quả trứng. Loài này không bị đe dọa, vì vẫn còn nhiều khu vực sinh sống phù hợp. 